# Deutsche Gesellschaft für Materialkunde
Die Deutsche Gesellschaft für Materialkunde (DGM) ist eine technisch-wissenschaftliche Gesellschaft auf dem Gebiet der Materialwissenschaft und Werkstofftechnik in der Rechtsform eines eingetragenen Vereins. Sie wurde 1919 in Berlin als gemeinnütziger Verein mit dem Namen Deutsche Gesellschaft für Metallkunde gegründet.

## Geschichte
1917 wurde das Kaiser-Wilhelm-Institut für Eisenforschung gegründet, 1919 die Deutsche Gesellschaft für Metallkunde, 1921 das Kaiser-Wilhelm-Institut für Metallforschung und 1922 die Notgemeinschaft der deutschen Wissenschaft. Planmäßige wissenschaftliche Forschung wurde nach dem Ersten Weltkrieg als dringende Notwendigkeit erkannt. Immer wieder wurde betont, dass die Bedeutung einer Industrie, ihre Geltung auf den Weltmärkten, vom Stande der wissenschaftlichen Erkenntnis abhängig ist. In der Denkschrift der Notgemeinschaft der deutschen Wissenschaft wurde in dem Forschungsprogramm an erster Stelle auf die ausschlaggebende Bedeutung der Metallindustrie für Deutschland hingewiesen und bemerkt, dass das Wissen von metallischen Werkstoffen wesentlich weniger entwickelt war, als es dem wirtschaftlichen Bedürfnis entsprach. Es wurde deshalb gefordert, das Wesen des metallischen Zustandes bis hin zu atomphysikalischen Betrachtungen aufzuklären, den Zusammenhang zwischen den physikalischen und chemischen Eigenschaften der Metalle und Legierungen zu erforschen sowie Untersuchungen über die Probleme der Festigkeit, Plastizität und Formgebung herzuleiten.
Hier werden die drei Sparten schon genannt, die sich bis zum heutigen Tag mit zeitlich wechselndem Schwergewicht entwickelt haben, Metallphysik, Metallkunde, Metalltechnik. Von der Notwendigkeit der Förderung dieser drei Arbeitsbereiche waren die Gründer der Gesellschaft überzeugt, wie aus den Ansprachen hervorgeht, die auf der Gründungsversammlung am 27. November 1919 gehalten worden sind. Emil Heyn leistete gemeinsam mit William Guertler und dem Oberingenieur Johan Czochralski die entscheidende Vorarbeit zur Gründung der Deutschen Gesellschaft für Metallkunde und zur Errichtung des Kaiser-Wilhelm-Institutes für Metallforschung. Er war der erste Vorsitzende der Gesellschaft und der erste Direktor des Instituts. Dem Vorstand und seinem Beirat gehörten führende Metallurgen an.

## Profil
Die Vision der DGM ist eine Welt, in der Materialien und Werkstoffe effizient und nachhaltig genutzt werden, um neue Impulse zu geben und den globalen Herausforderungen unserer Zeit zu begegnen.
Um diese Vision Wirklichkeit werden zu lassen, ist die Mission der DGM, den Technologie- und Wissenstransfer zwischen Hochschulen, Forschungseinrichtungen, Unternehmen und internationalen Partnern zu fördern und ihren Mitgliedern das bestmögliche Netzwerk im Bereich der Materialwissenschaft und Werkstofftechnik anzubieten. Hierzu organisiert die DGM ein breites Spektrum an Veranstaltungen, wie Tagungen, Ausstellungen, Fortbildungen und Nachwuchsevents.
Die technisch-wissenschaftlichen Vereine, denen die DGM angehört, bieten ein Forum, auf dem sich unterschiedliche Interessengruppen zwischen Staat und Privatwirtschaft begegnen und miteinander kommunizieren. Sie unterstützen damit die Vernetzung von Wissenschaft und Praxis. Ihre Fachgremien bilden den vorwettbewerblichen Rahmen für die erfolgreiche Umsetzung der gemeinschaftlich erarbeiteten Forschungsergebnisse.
Im Vorstand sind sowohl Personen aus der Industrie als auch der Wissenschaft vertreten. Ein wissenschaftlicher Beirat untermauert die Forschungs- und Technik-Kompetenz der Gesellschaft.
Stefan Klein ist seit August 2020 Geschäftsführer der DGM.

## Fachausschüsse und Arbeitskreise
Die Fachausschüsse der Deutschen Gesellschaft für Materialkunde e. V. bieten Fachleuten aus den verschiedenen technischen und wissenschaftlichen Bereichen der Werkstoffe Gelegenheit zum Austausch und fördern die Zusammenarbeit zwischen Wissenschaft und Praxis. Das Ziel dieser Gemeinschaftsarbeit besteht nach eigenen Angaben der Gesellschaft darin, technische und wissenschaftliche Erkenntnisse zum Vorteil der Mitglieder und der durch sie vertretenen Firmen und Forschungseinrichtungen zu nutzen.
Die Fachausschüsse der DGM decken nahezu alle Materialklassen, Prozesstechniken zur Materialherstellung und -verarbeitung, Erkenntnis- und Anwendungsfelder im Bereich der Materialwissenschaft und Werkstofftechnik ab. Die DGM trägt so unmittelbar zum Erkenntnisfortschritt und damit zur Wettbewerbsfähigkeit der deutschen Industrie bei. Die Fachausschuss- und Arbeitskreissitzungen der DGM sind öffentlich zugänglich. Jährlich treffen sich mehr als 2.000 Experten aus Wissenschaft und Industrie in mehr als 70 Fachausschüssen und Arbeitskreisen.

## Ehrungen und Preise
Mit ihren persönlichen Ehrungen und Auszeichnungen will die DGM dazu beitragen, exzellente Leistungen im Fachgebiet der Materialwissenschaft und Werkstofftechnik sichtbar zu machen, aber auch Einzelpersonen zu ehren und den Nachwuchs zu fördern.
Im Einzelnen werden folgende Ehrungen und Auszeichnungen verliehen:
- Heyn-Denkmünze[11]
- DGM-Ehrenmitgliedschaft[12]
- International Tammann-Medal[13]
- DGM-Preis[14]
- DGM-Pionier[15]
- Masing-Gedächtnispreis[16]
- Georg-Sachs-Preis[17]
- DGM-Nachwuchspreis[18]
- Werner-Köster-Preis[19]
- Tammann-Gedenkmünze[20]

Darüber hinaus werden folgende Preise im Rahmen von Veranstaltungen verliehen
- Materialographie-Preis[21]
- Roland-Mitsche-Preis[22]
- Galileo-Preis[23]

## Wirkungsbereiche
Als Gründungsmitglied der Europäischen Dachorganisation FEMS ist die DGM auch international vernetzt.

## Kontakte zu anderen Gesellschaften
Enge Kontakte unterhält die DGM zur Deutschen Forschungsgemeinschaft – DFG, zur Bundesvereinigung Materialwissenschaften und Werkstofftechnik – MatWerk, zum Themennetzwerk Materialwissenschaft und Werkstofftechnik – acatech, zum Studientag Materialwissenschaft und Werkstofftechnik, zu den Technisch-Wissenschaftlichen Fachgesellschaften, zu Zweckvereinigungen und zu regionalen Fachvertretungen und Wirtschaftsverbänden.

## Bekannte Mitglieder
- Günter Petzow, Ehrenpräsident der DGM
- Anke Kaysser-Pyzalla
- Frank Mücklich
- Werner Breitschwerdt
- Ulf Merbold
- Herbert Gleiter
- Hellmut Fischmeister
- Gerhard Sauthoff
- Bernhard Ilschner
- Werner Köster
- Georg Masing
- Gustav Tammann

## Weblink
- Website der DGM